# شهاب اللیلی
شهاب اللیلی (انگلیسی: Chiheb Ellili؛ زادهٔ ۱ دسامبر ۱۹۶۳) مربی فوتبال اهل تونس است.